# Africactenus trilateralis
Africactenus trilateralis är en spindelart som beskrevs av Keith Hyatt 1954. Africactenus trilateralis ingår i släktet Africactenus och familjen Ctenidae. Inga underarter finns listade i Catalogue of Life.